# Карповка (Воротынский район)
Карповка — деревня в Воротынском районе Нижегородской области в составе Фокинского сельсовета.

## География, природные особенности
Деревня расположена в 4 км к юго-востоку от села Сомовка и в 3,5 км к югу от центра сельсовета — села Фокино.